# Куриловка (Черкасская область)
Куриловка (укр. Курилівка) — село в Каневском районе Черкасской области Украины.
Население по переписи 2001 года составляло 264 человека. Занимает площадь 1,38 км². Почтовый индекс — 19016. Телефонный код — 4736.

## Местный совет
19016, Черкасская обл., Каневский р-н, c. Куриловка, ул. Молодёжная

## История
В XIX веке село Куриловка было волостным центром Куриловской волости Каневского уезда Киевской губернии. В селе была Михайловская церковь. Священнослужители Михайловской церкви:
- 1799—1802 — священник Петр Михайловский Калиновский
- 1819—1823 — священник Георгий Васильевич Мрочковский
- 1819—1823 — пономарь Иван Петрович Калиновский
- 1819 — дьячок Клим Михайлович Чабановский
- 1841 — священник Тарас Черняховский